# Ретинопатија недоношчади
Ретинопатија недоношчади (РН) (лат. retinopathia praematurorum) раније позната као ретролентна фиброплазија, резултат је абнормалне пролиферације ретиналних крвних судова, углавном код превремено рођене деце са порођајном тежином мањом од 1.250 грама или испод 32 недеље гестације. У великој већини случајева долази до спонтане регресије болести без интервенције у периоду од 3 до 4 месеца. Само деци у напреднијој фази болести и оној испод 1.000 грама при рођењу, прети озбиљно оштећења вида или слепило.
Упркос великом напретку у неонатологији  ретинопатија недоношчади је и даље озбиљан проблем јер може довести до доживотне инвалидиности код теже преживеле деце у неонаталним јединицама интензивне неге

## Епидемиологија
Према неким истраживањима РН  се јавља са значајно већом учесталошћу и тежином код новорођенчади са малом порођајном тежином  и мањом гестацијком старошћу у поређењу са новорођенчетом које има одговарајућу порођајну тежину и гестаријску старост.
Након прегледа 1.413 новорођенчади са порођајном тежином мањом од 1.500 грама и/или гестацијском старошћу од 26-31 недеље, новорођенчад са порођајном тежином испод десетог перцентила за гестацијску старост имала је већу вероватноћу да ће развити било коју фазу РН  него њихови вршњаци. ( П < 0,01), и већу вероватноћа да ће развити тешки облик РН (гестацијска старост од 26-27 недеља, П < 0,01; гестацијска старост од 28-31 недеље, П = 0,01).

## Етиопатогенеза
Иако се ретинопатија недоношчади обично јавља код деца која су  примала терапију кисеоником, први знаци ретинопатије могу се јавити између 35. и 45. недеље након зачећа. Промене на очима могу бити израженије када су очи изложене високим амбијенталним концентрацијама кисеоника и повећаном притиску, као што је боравак у „кисеоничком шатору“, инкубатору и сличним уређајима, него током дисања кисоника преко кисеоничке маске.
Ретинопатија недоношчади представља развојни, пролиферативни поремећај крвних судова који се јавља код непотпуно развијених крвних судова који снабдевају мрежњачу, и један је од најчешћих узрока слепила код мале деце, током детињства (обично се јавља у првих 6 месеци након рођења).
Узрок је готово увек примена кисеоника у већој концентрацији (изнад 40%), у дужем временском периоду (1—2 дана) након рођења. Код прерано рођене деце, са мање од 30 недеља гестације, или са порођајном тежином од 1.500 грама, ризик настанка ових промена је већи . Код ових новорођенчади такође постоји и већа вероватноћа да развију хроничну болест плућа и интравентрикуларну хеморагију изазвану тровањем кисеоником.
Нормална, васкуларизација мрежњаче наставља се непосредно након рођења. Кисеоник у високим концентрацијама и/или у току продуженог излагања, може изазвати вазоконстрикцију, посебно темпоралног дела ретине (мрежњаче) која се последња васкуларизује (прожима крвним судовима), што доводи до губитка лумена крвних судова због аноксије и настанка оштећења ендотела у зиду крвног суда. Након престанка терапије кисеоником, регенерација крвних судова јавља се у захваћеном подручју иза мрежњаче. Дилатација (проширење) и руптура (пуцање) ових крвних судова може довести до крварења у стакластом телу или мрежњачи, фиброзе и адхезија која може да прати, оштећење мрежњаче и појаве слепила. 

## Клиничка слика
Стадијум 1
Прва и најранија клиничка карактеристика ретинопатије недоношчади је јасна линија разграничења између васкуларне и аваскуларне ретине (стадијум 1), што указује да се ангиогенеза успорава или чак зауставља. Ангиогенеза почиње око 16. недеље гестације и обично се завршава у 36. недељи за назалну ретину, у термину за темпоралну ретину. 
Стадијум 2
Раст капилара на линији демаркације формира истакнути гребен (стадијум 2).
Стадијум 3
Неопролиферација која може досећи изван мрежњаче, инфилтрира се у унутрашњу ограничавајућу мембрану и протеже се у стакласто тело (стадијум 3). У овој фази формира се густа  фиброваскуларна мембрана која се протеже од предње до задње стране стакластог тела и може изазвати ретракцију арборизованих судова да формира фалциформни набор, папиларну дисверзију и макуларну ектопију. 
Стадијум 4
Неконтролисано, тракција од пролиферације ће у почетку изазвати делимично одвајање мрежњаче (стадијум 4), 
Стадијум 5
На крају долази потпуног одвајање (стадијум 5), што коначно резултује цикатрицијалном фазом ретролентне фиброплазије. Леукокорија може бити присутна од стадијума 3 па надаље.

## Дијагноза
Ако се дете роди превремено, постоји 50:50% шанса да ће развити одређени степен ретинопатије недоношчади. Пошто болест нема спољашње симптоме, не може се„видети“ — а не могу је уочити ни лекари и медицинске сестре који раде у јединици неонаталне интензивне неге. Због тога у многим земљама света педијатријски офталмолози рутински прегледају бебе са ризиком од РН користећи специјалну опрему.
Америчка академија за педијатрију  2006. године, ревидирала је своје смернице за скрининг ретинопатије недоношчади, коју укључује:
- Сву новорођенчад са порођајном тежином мањом од 1.500 грама или гестацијским добом  од 30 недеља или мање требало би обавезно да прегледа офталмолог.
- Новорођенчад са порођајном тежином од 1.500 и 2.000 грама или гестацијским добом већим од 30 недеља требало би да се прегледају ако их други здравствени проблеми доводе у висок ризик за РН.
- Први преглед би требало да се обави четири до девет недеља након рођења, у зависности од тога колико је беба прерано рођена.
- Ако преглед покаже да је ретина потпуно  васкуларизована (њени крвни судови су завршили нормалаан раст), није потребно даље праћење.
- Ако постоје знаци РН, офталмолог ће обавити додатне прегледе како би пратио стање и одредио када је лечење потребно.

Скрининг преглед се може обавити поред кревета детета у јединици интензивне неге или, ако је већ отпуштено, у ординацији офталмолога. У преглед је укључено:
- ширење зеница капима  за очи  (дајући лекару већи „прозор“ у око)
- употребу спекулума за очне капака, који држи капке отвореним
- преглед индиректним офталмоскопом која има посебно сочиво које шаље јако светло у око, омогућавајући лекару да прегледа мрежњачу

Лекари такође све чешће користе иновативни уређај под називом РетКам, специјалну камеру која снима дигиталне слике мрежњаче високе резолуције. Ово пружа детаљне слике које се могу поредити од једног до другог прегледа како би се лакше пратило здравље очију детета током одређеном временског периода.

## Диференцијална дијагноза

### Дијагнозе у разматрању
Присуство урођених абнормалности мрежњаче код новорођенчади са малом порођајном тежином (ЛБВ) је ретко, али може представљати значајан ризик. 
Породична ексудативна витреоретинопатија (ФЕВР) је идиопатска васкуларна абнормалност мрежњаче која опонаша касну ретинопатију недоношчади. Породична ексудативна витреоретинопатија је узрокован абнормалним развојем крвних судова мрежњаче који доводи до ексудације, пролаз кроз макулу и одвајања мрежњаче. 
Крварење у стакластом телу може бити последица трауме при рођењу, примарних и секундарних коагулопатија и Терсоновог синдрома.
Инфективни узроци који могу опонашати РН укључују Toxoplasma, Toxocara, и Herpesviridae, посебно цитомегаловирус.
Касни РП, посебно стадијум 5 (потпуно одвајање мрежњаче), може довести до формирања катаракте. Други узроци замућења сочива код новорођенчета укључују урођену катаракту, породичну ексудативну витреоретинопатију, рубеолу и друге инфекције.
Ретинобластом (РБ) је редак генетски условљен тумор који би код младог детета највероватније настао као последица герминалне мутације (хромозом 13). Герминалне мутације доводе до мултифокалне болести; према томе, новорођенче са ретинонластомом треба одмах да се процени и лечи, а лекари који лече морају бити упозорени на могућност развоја новог тумора пре навршене 1 године.
Замућења медија (крварење у стакленом телу, катаракта, замућеност рожњаче) могу се пратити коришћењем очне ултрасонографије коју обавља искусан испитивач. Ињекција интравитреалног бевацизумаба може да реши крварење у стакласто тело и омогући фундоскопску процену.

### Диференцијалне дијагнозе
- Конгенитална катаракта
- Породична ексудативна витреоретинопатија
- Педијатријска рубеола
- Ретинобластом

## Терапија
Ако  дете има благу ретинопатију недоношчади (фаза 1 или 2), абнормални крвни судови мрежњаче обично зарастају сами негде у прва четири месеца живота. Али ако се РН погорша, можда ће детету требати лечење.
Циљ лечења је зауставити абнормални раст крвних судова у очима и ограничити његове штетне ефекте, попут ожиљака или одвајања мрежњаче.

### Ласер фотокоагулација (ласерска терапија)
Ласер фотокоагулација је прва линија одбране од РН. Подешавање је слично прегледу мрежњаче, осим што ће детету бити дата локална или општа анестезија. Офталмолог користи диодни ласер постављен на индиректни офталмоскоп да направи ситне „опекотине“ на периферији мрежњаче, како би спречио даљи раст абнормалних крвних судова.
Након ове интервенције обично  сваке једне до две недеље врши се преглед очију и њихова  реагуја на ласерски третман. Ако РН настави да се погоршава, детету ће можда бити потребни додатни ласерски третмани или можда операција ока.

### Криопексија (криотерапија)
Некада процедура избора за лечење РН, криопексија користи инструмент сличан оловци који се зове криосонда за замрзавање делова периферије мрежњаче кроз спољашњи зид ока. Иако је у великој мери замењена ласерском терапијом, криопексија је корисна када се ретина не може у потпуности видети (због крварења, на пример).
Пошто и фотокоагулација и криопексија уништавају део периферије мрежњаче, дете може да изгуби део бочног вида овим третманима. Међутим, поступак има за циљ да сачува његов „централни вид“ — најважнији део вида — који је неопходан за читања и вожњу.

### Операција ока
Ако се ретина детета делимично или потпуно одвоји – стадијум 4 или 5 –  лекар га може упутити очном хирургу на лечење серклажом ретине или витректомијом.
- Серклаж ретине  укључује постављање силиконске траке око ока и затезање док се мрежњача не приближи зиду да се поново причврсти. Трака, названа склерална копча, може се оставити на месту да заштити око месецима, а понекад и годинама.
- Витректомија укључује уклањање стакластог тела (геласте супстанце која испуњава задњи део ока) и замену физиолошким раствором или уљем. Ожиљно ткиво на мрежњачи се затим може ољуштити или одсећи, чиме се омогућава  мрежњачи да се слепи са зидом ока.

## Превенција
Једина позната мера превенције ретинопатије недоношчади (РН) је спречавање превременог порођаја. Што је новорођенче зрелије при рођењу, мања је вероватноћа да ће се појавити РН.
Студије о ефектима антенаталних кортикостероида на РП су откриле да овај третман има заштитни ефекат против тешког облика РН.
Студије су показале да одржавање вредности засићености кисеоником помоћу пулсног оксиметра (SpО2 ) на 83-93% смањује инциденцу прага ретинопатије недоношчади.

## Прогноза
Ретинопатија недоношчади се може спонтано зауставити у било којој тачки природног тока болести, а критични период је фаза када неоваскуларизација захвата стакласто тело, ретроекваторијалну зону и задњи пол ока. Од ове тачке, познате као „праг болести“, ризик од слепила је 50% и индикована је криотерапија.